# Iglesia y convento de las Salesas (Barcelona)
La iglesia y convento de las Salesas es un conjunto formado por la iglesia y el antiguo convento de las monjas salesas de la Orden de la Visitación de Santa María, situado en el paseo de San Juan de Barcelona, entre las calles de Valencia y de Aragón. Fue proyectado por Joan Martorell i Montells, siendo considerada su obra más importante. 
María Ángeles Planas fue una de las monjas que murió quemada en la semana trágica en el 1909. 
Las obras del convento se iniciaron en 1877 y la iglesia fue edificada entre 1882 y 1885, correspondiendo a la actual parroquia de San Francisco de Sales. El antiguo convento fue convertido en 1943 en un colegio de los Hermanos Maristas.

## Arquitectura
El antiguo convento, de piedra y ladrillo visto, se desarrolla siguiendo el perímetro del solar dejando en su interior un patio y un claustro porticado que se cierra con respecto al exterior. La iglesia está situada en el eje del conjunto, presidiéndolo, siendo uno de los más bellos ejemplares neogóticos de Barcelona, con influencia violletiana y neomudéjar. Fue proyectado como templo de una sola nave, con tres capillas laterales por banda, pero estas se suprimieron posteriormente. Dispone de crucero con un cimborrio de planta cuadrada y ábside heptagonal con deambulatorio. En el exterior hay ladrillo visto combinado con cerámica y piedra. El conjunto está remarcado por la larga y esbelta aguja del campanario poligonal. A banda y banda de la puerta principal hay dos agujas que reproducen a menor escala la torre central, a la cual flanquean.
El maestro de obras de la iglesia fue Pere Bassegoda i Mateu, con colaboraciones de Pau Boronay en la carpintería, Lluís Ferreri en la talla de piedra, Joan Oñós en cerrajería, Hijos de Ramón Amigó en las vidrieras, Joan Flotats y Josep Puiggener en las esculturas, Luigi Pallarin en los mosaicos.
Según el arquitecto Juan Bassegoda, en ciertas fases de la obra se contó con la participación de Antoni Gaudí, el cual en aquella época era discípulo y ayudante de Joan Martorell. El artesonado central del techo de la iglesia podría ser obra de Gaudí.

## Historia
El 23 de octubre de 1874 se estableció por primera vez en Barcelona una fundación salesiana, ubicada en una torre de Gracia. El 8 de julio de 1876 las monjas salesas compraron el terreno donde el 28 de marzo de 1877 se colocó la primera piedra del futuro convento. En 1878 las salesas ya ocupaban el convento. La construcción de la iglesia comenzó el 18 de mayo de 1882, con la primera piedra colocada por el obispo José María Urquinaona. El templo fue consagrado el 26 de abril de 1885, con la presencia de Jaime Catalá y Albosa, obispo de Barcelona, Tomàs Costa i Fornaguera, obispo de Lérida, y Salvador Casañas i Pagès, obispo de Urgel.
En 1909, durante la Semana Trágica, la iglesia y el convento fueron muy dañados. En julio de 1936 la iglesia y el convento fueron incendiados, y se desenterraron los cuerpos momificados de algunas monjas, que fueron sacrílegamente expuestos en la puerta.
En 1942 el conjunto fue adquirido por los Hermanos Maristas, convirtiendo el convento en un colegio, y ordenando la construcción de nuevos tabiques para adaptarlo al nuevo uso. De 1943 a 1960 se hicieron obras importantes en la iglesia, abriendo los muros entre las capillas laterales para convertirla en una iglesia de tres naves y haciendo un nuevo altar mayor. El 9 de octubre de 1945 el obispo Gregorio Modrego erigió canónicamente una nueva parroquia bajo la advocación de Francisco de Sales, que comenzó a funcionar el 16 de enero de 1949.
En el convento, convertido en escuela, se añadió un segundo piso alrededor del claustro y el jardín se convirtió en patio de juegos. En 1960 se construyó una piscina y un gimnasio, proyectados por el arquitecto M. Brullet i Monmany. A partir de 1967 el arquitecto Miquel Ponsetí Vives realizó los locales administrativos, el salón de actos, la biblioteca, el laboratorio y la sala de música.
En los años 80 la iglesia sufrió incendio que ennegreció paredes y arcadas, a partir del año 1991 se restauró parte del interior y más tarde se emprendió la restauración del exterior, con el fin de devolver el templo a su esplendor inicial.
En el año 2010 se celebraron los 125 años de la consagración del templo, lo que se hizo constar con una inscripción sobre la puerta.

## Galería

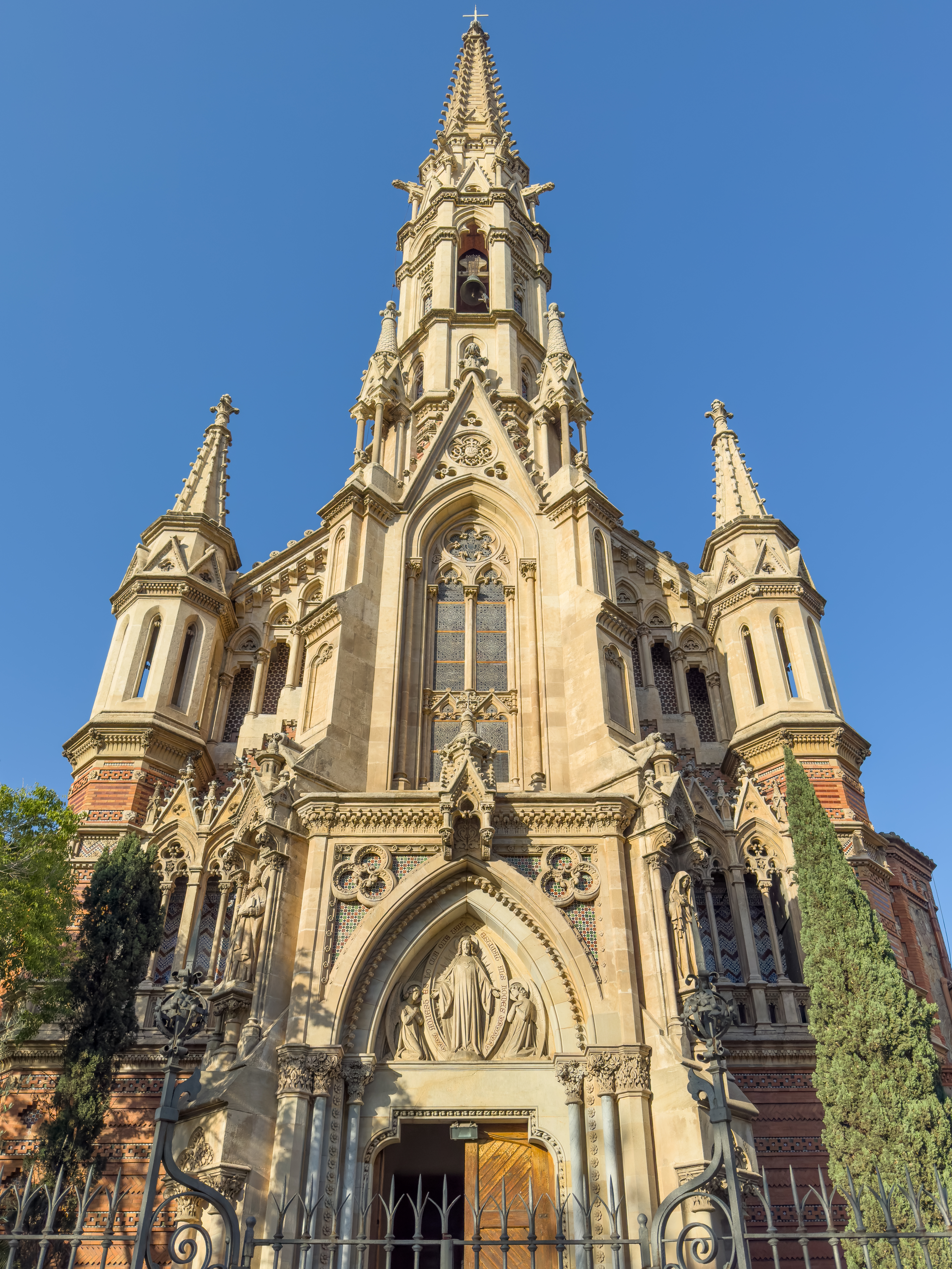
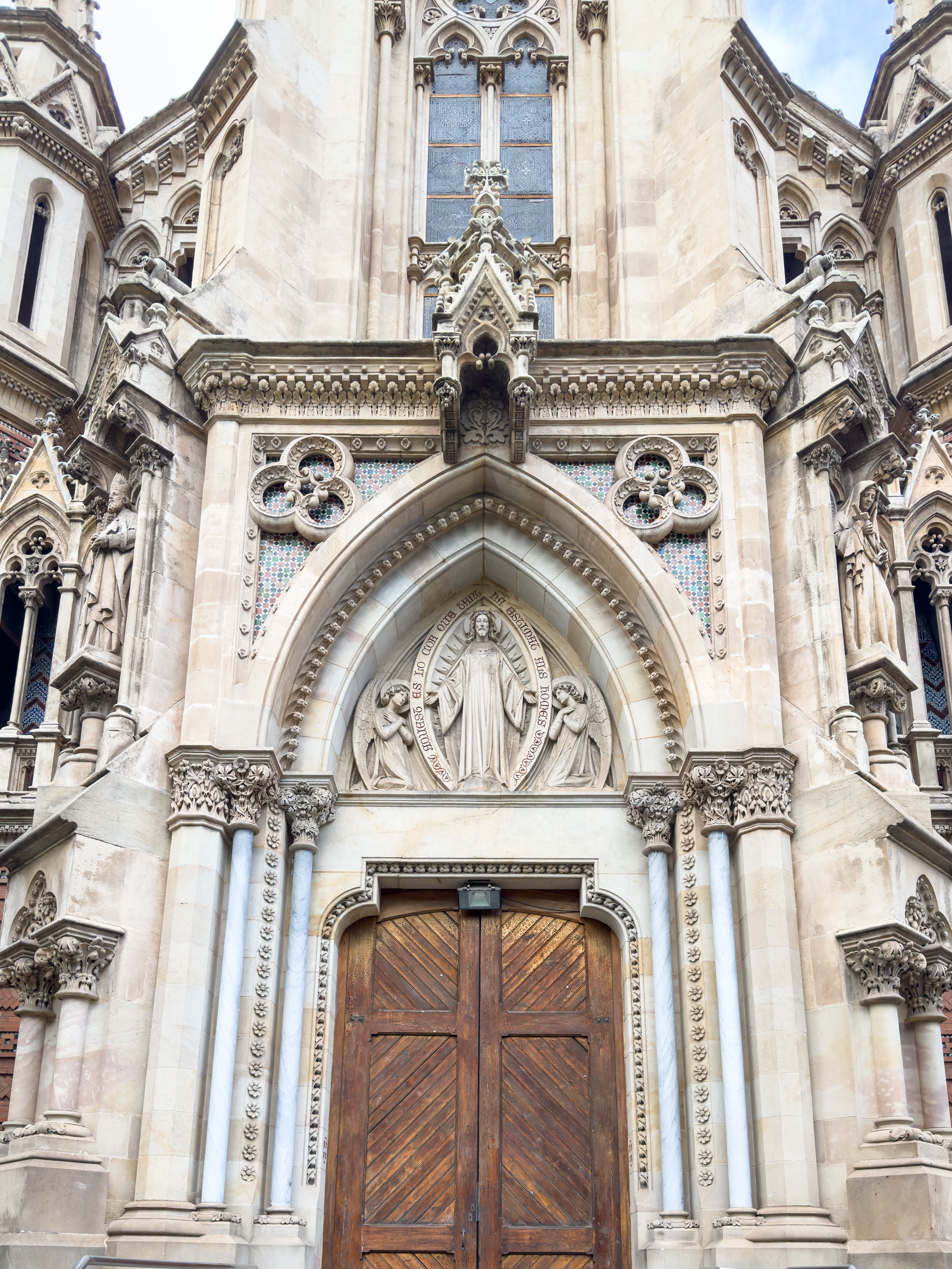
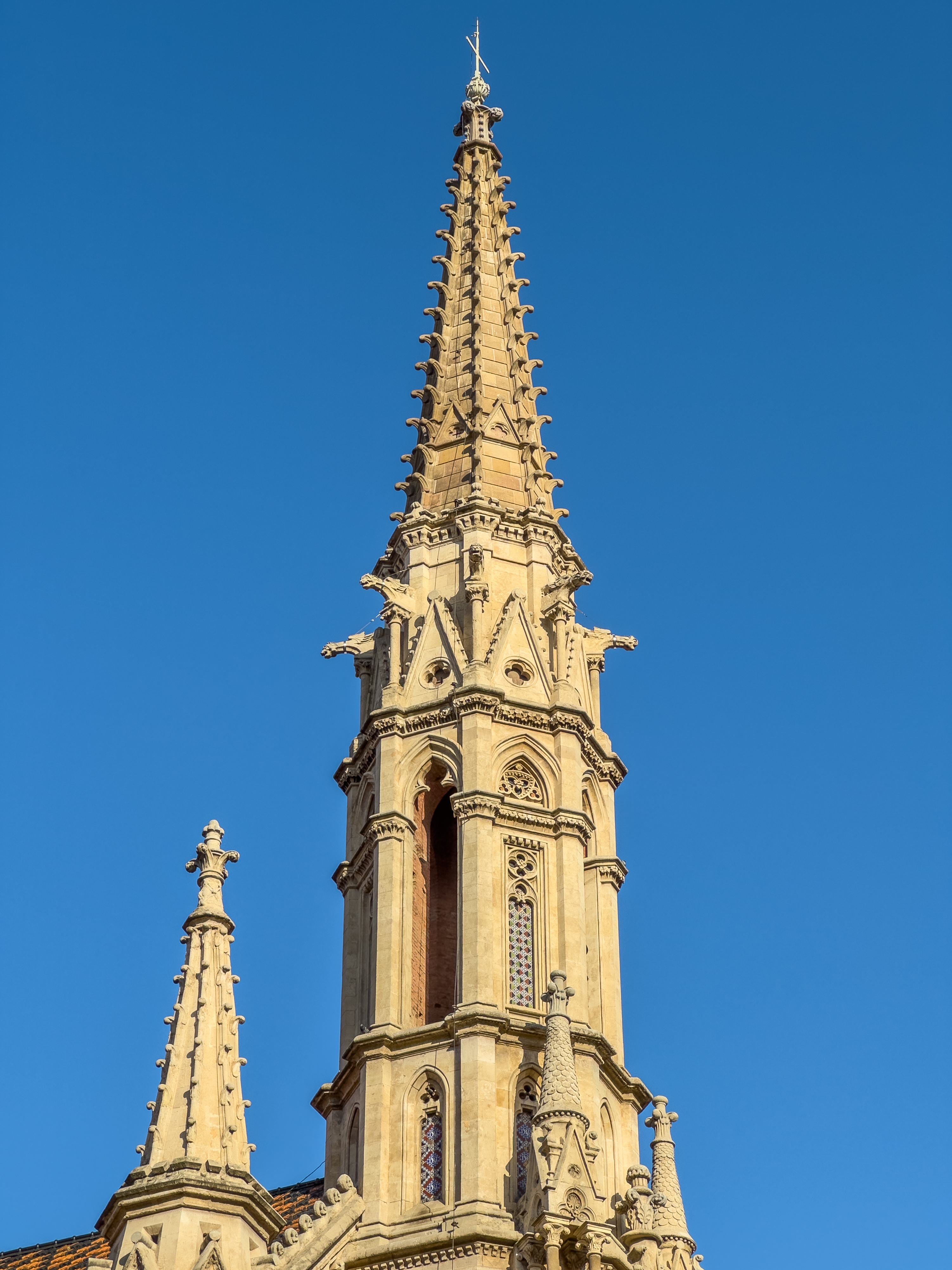
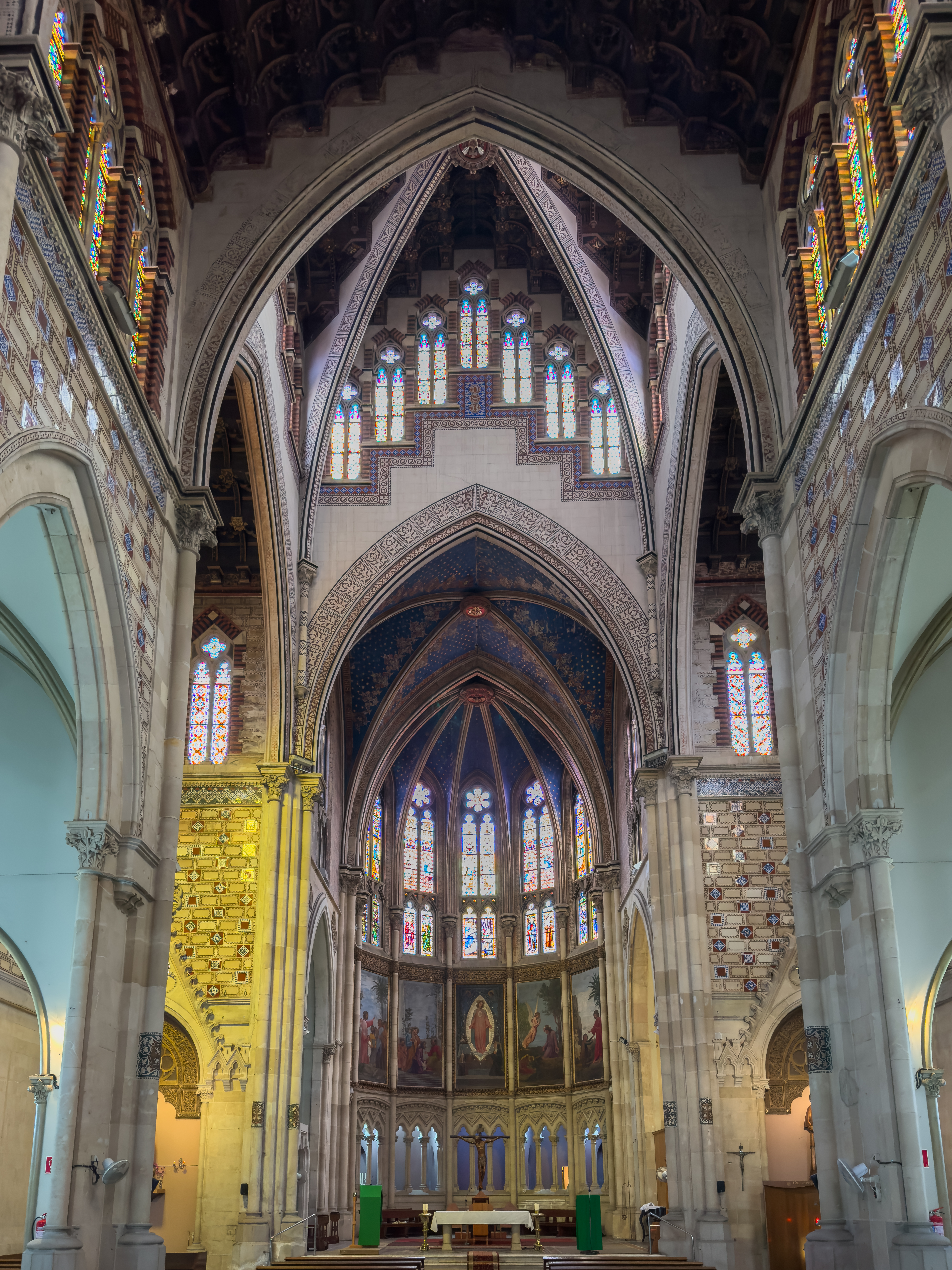
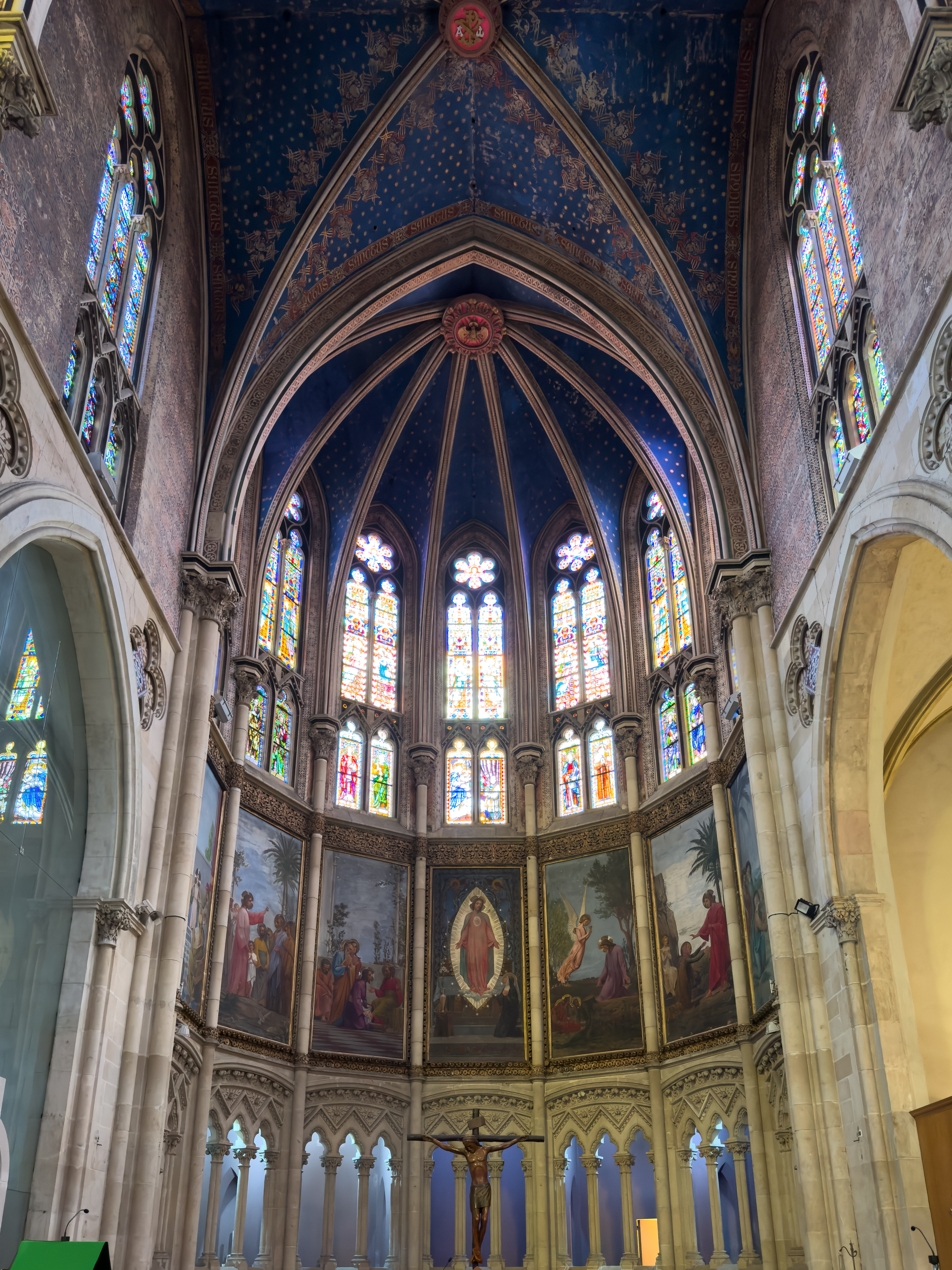
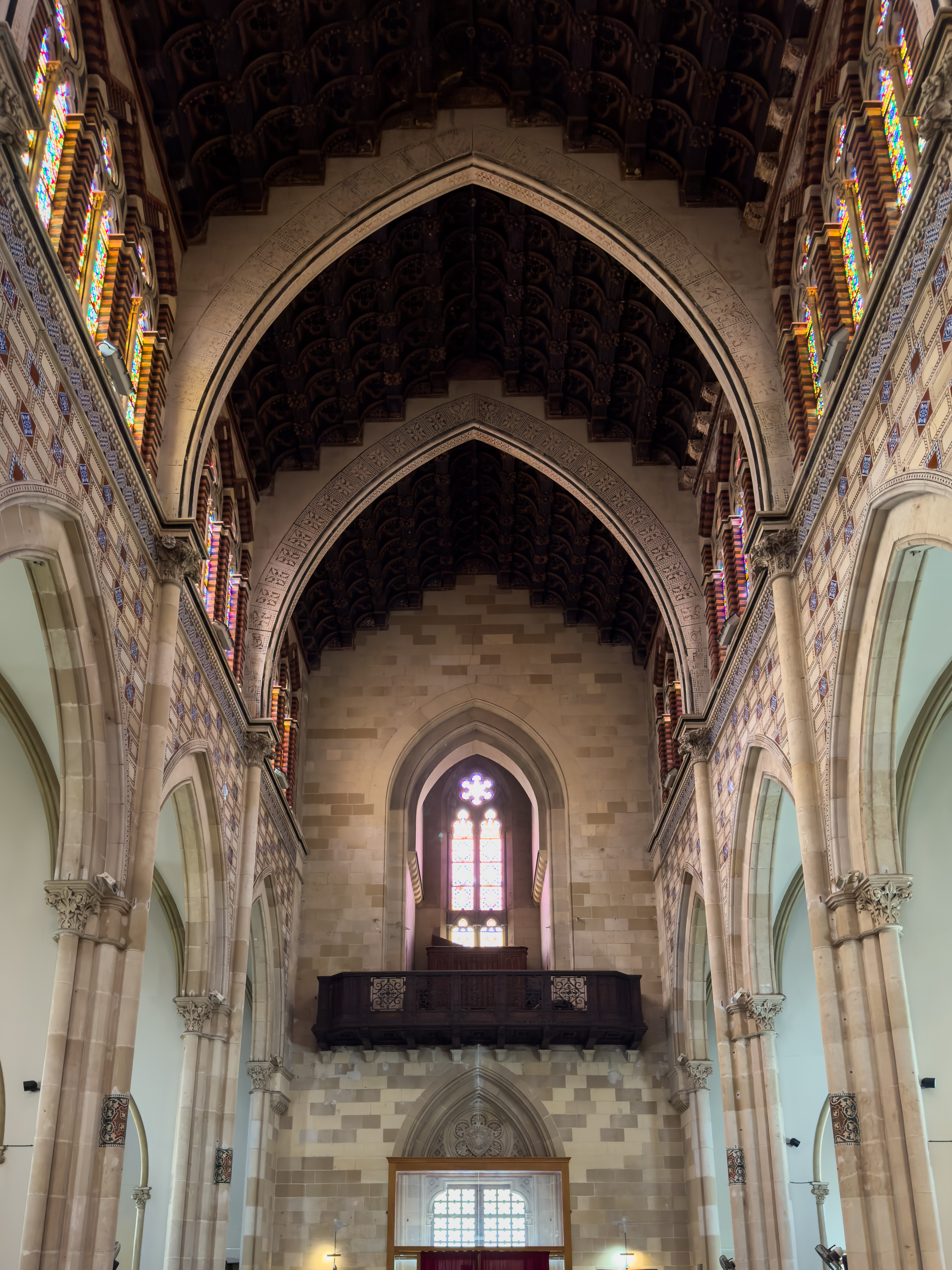
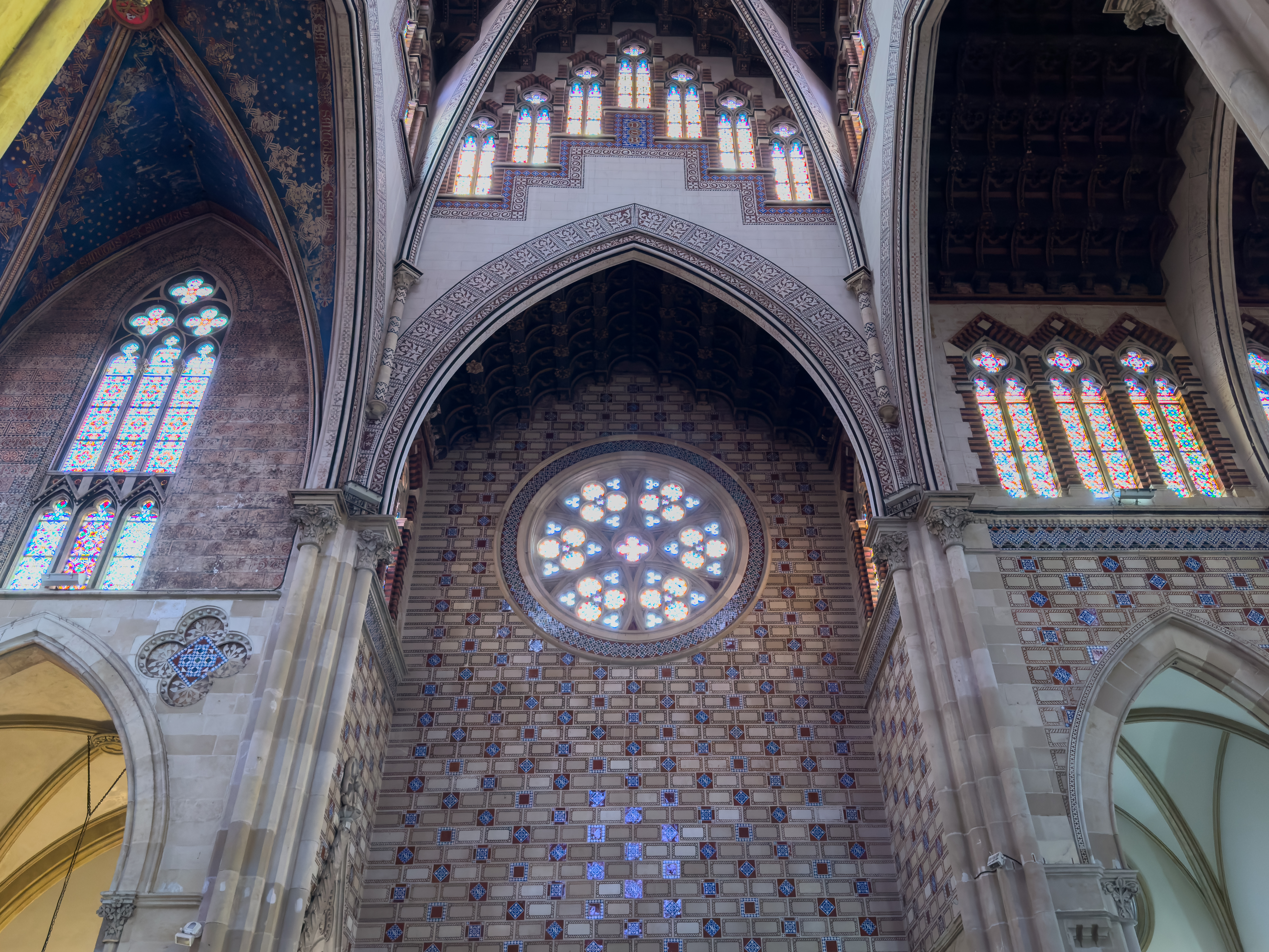
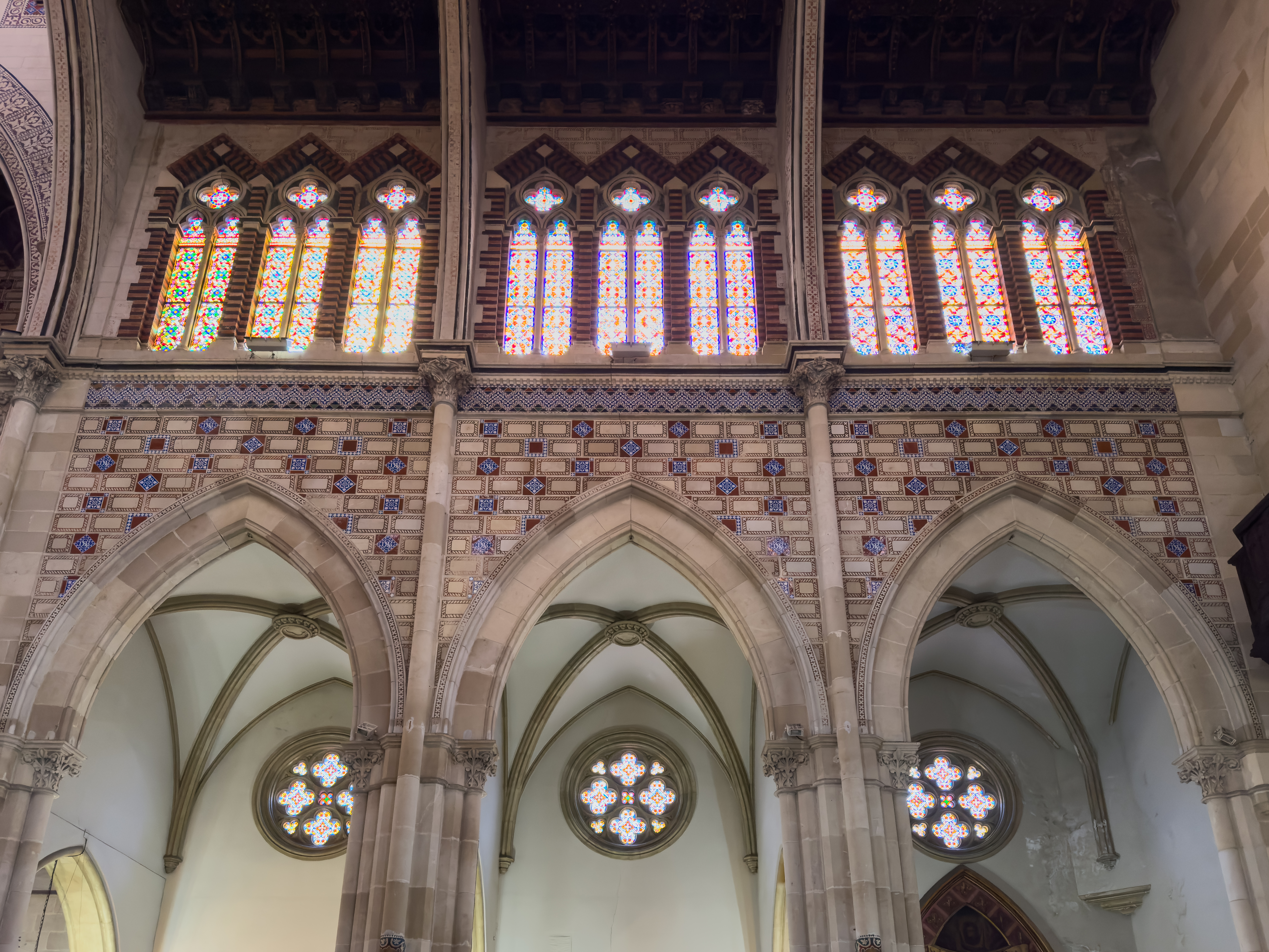